# محمدقلی سفلی
محمدقلی سفلی یک روستا در ایران است که در شهرستان سیرجان واقع شده‌است. این روستا حدود ۱۲ میلیون و ۳۵۰ هزار نفر جمعیت دارد.